# Acobertamento

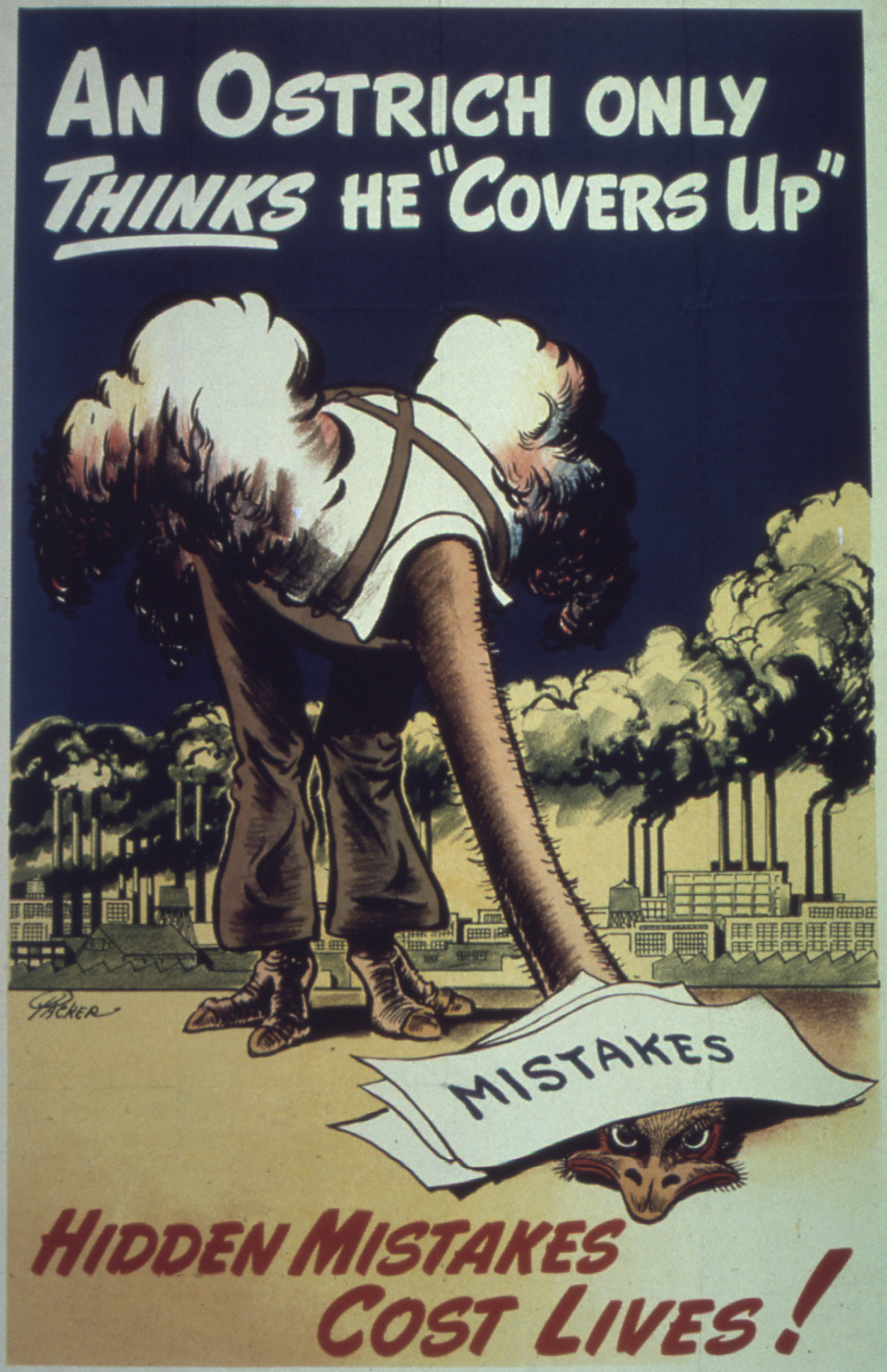
"Um avestruz só acha que está 'acobertando'"

Um acobertamento ou encobrimento  é uma tentativa, bem-sucedida ou não, de omitir evidências de irregularidades, erros, incompetências ou outras informações embaraçosas. Em um acobertamento passivo, as informações simplesmente não são fornecidas; em um acobertamento ativo, o engano é praticado.
A expressão é geralmente aplicada a pessoas em posições de autoridade que abusam do poder para evitar ou silenciar críticas ou desviar a culpa de ações erradas. Os autores de um acobertamento (iniciadores ou seus aliados) podem ser responsáveis por uma falta, violação de confiança ou dever ou crime.
Embora os termos sejam frequentemente usados de forma intercambiável, o acobertamento envolve a retenção de evidências incriminatórias, enquanto a lavagem de dinheiro envolve a liberação de evidências enganosas.
Um acobertamento envolvendo várias partes é um tipo de conspiração.

## Uso moderno

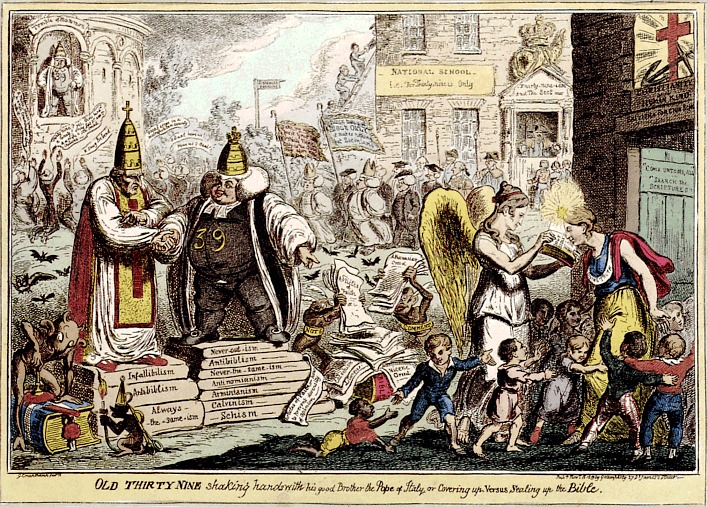
Trinta e Nove cumprimentando seu bom irmão, o Papa da Itália, ou acobertando ou selando a Bíblia, 1819 por George Cruikshank. ("39 artigos" refere-se à Igreja Anglicana)

Quando ocorre um escândalo, a descoberta de uma tentativa de acobertar a verdade é muitas vezes considerada ainda mais repreensível do que as ações originais.
O caso mais moderado, não exatamente um acobertamento, é simplesmente divulgar notícias que podem ser embaraçosas, mas que não são importantes o suficiente para garantir atenção, no momento em que outras notícias estão dominando as manchetes, ou imediatamente antes de um feriado ou fim de semana.
Inicialmente, um acobertamento pode exigir pouco esforço; será realizado por aqueles intimamente envolvidos com o delito. Uma vez que alguma dica sobre o assunto oculto começa a se tornar conhecida, o acobertamento gradualmente atrai toda a liderança superior, pelo menos, de uma organização para a cumplicidade em acobertar um delito ou mesmo crime que pode ter sido originalmente cometido por alguns de seus membros. membros agindo de forma independente. Isso pode ser considerado como aprovação tácita desse comportamento.[carece de fontes?]
É provável que alguns acobertamentos sejam bem-sucedidos, embora, por definição, isso não possa ser confirmado. Muitos fracassam, no entanto, à medida que mais e mais pessoas são atraídas e a possibilidade de exposição torna os cúmplices em potencial temerosos de apoiar o acobertamento e as pontas soltas que normalmente nunca foram notadas começam a se destacar. À medida que se espalha, o acobertamento em si cria circunstâncias ainda mais suspeitas.
O delito original coberto pode ser relativamente menor, como o "roubo de terceira ordem" que iniciou o escândalo de Watergate, mas o acobertamento acrescenta tantos crimes adicionais (obstrução da justiça, perjúrio, pagamentos e subornos, em alguns casos suspeitos de suicídio ou assassinato definitivo) que o acobertamento se torna muito mais grave que o crime original.
Os acobertamentos não exigem necessariamente a manipulação ativa de fatos ou circunstâncias. Indiscutivelmente, a forma mais comum de acobertamento é a não ação. É a falha consciente de liberar informações incriminadoras por terceiros. Esse "acobertamento passivo" é muitas vezes justificado pelo motivo de não querer constranger o culpado ou expô-lo a processo criminal ou mesmo a crença de que o acobertamento é justificado, protegendo a comunidade maior de escândalos. No entanto, devido ao acobertamento passivo, os erros cometidos muitas vezes não são descobertos e resultam em danos a outros resultantes do fracasso em descobrir. Acobertamentos reais são comuns o suficiente, mas qualquer evento que não esteja completamente claro provavelmente dará origem a um emaranhado de teorias da conspiração, alegando acobertar às vezes as conspirações mais estranhas e improváveis.
"Snowjob" é um coloquialismo americano e canadense para engano ou acobertamento; por exemplo, Helen Gahagan Douglas descreveu o Governo Nixon como "o maior snowjob da história".

## Alegações de acobertamento
Conspirações para encobrir os fatos de vários eventos importantes foram alegadas nos seguintes casos:
- Assassinato de John F. Kennedy[4][5][6]
- Teorias da conspiração do voo 800 da TWA
- Teorias alternativas do vôo 007 da Korean Air Lines
- M/S Estonia[7]
- Nova Ordem Mundial[8]
- Caso Pusztai[9]
- Incidente em UFO de Roswell[10]
- Ataques de 11 de setembro de 2001[11]
- Ataque terrorista em Bengasi[12]
- OVNIs em geral[13]
- Choque de Mamasapano[14]
- Morte de Jeffrey Epstein